# ألور غاجاه
ألور غاجاه, هي مدينة ومنطقة حي ألور غاجاه، التابعة لولاية ملقا في ماليزيا. وهي تقع في الجزء الشمالي من ولاية ملقا. ووفقًا لتقديرات عام 2010، بلغ عدد سكانها 267 21 نسمة. وترتفع عن مستوى سطح البحر 28 م.

## الاسم
ألور غاجاه كانت واحدة من مناطق الغابات التي يعتقد أنها الطرق (الملايو: ألور) للفيلة البرية الملايو: غجاه).

## المناخ
| البيانات المناخية لـ{{{location}}} | البيانات المناخية لـ{{{location}}} | البيانات المناخية لـ{{{location}}} | البيانات المناخية لـ{{{location}}} | البيانات المناخية لـ{{{location}}} | البيانات المناخية لـ{{{location}}} | البيانات المناخية لـ{{{location}}} | البيانات المناخية لـ{{{location}}} | البيانات المناخية لـ{{{location}}} | البيانات المناخية لـ{{{location}}} | البيانات المناخية لـ{{{location}}} | البيانات المناخية لـ{{{location}}} | البيانات المناخية لـ{{{location}}} | البيانات المناخية لـ{{{location}}} |
| الشهر                              | يناير                              | فبراير                             | مارس                               | أبريل                              | مايو                               | يونيو                              | يوليو                              | أغسطس                              | سبتمبر                             | أكتوبر                             | نوفمبر                             | ديسمبر                             | المعدل السنوي                      |
| ---------------------------------- | ---------------------------------- | ---------------------------------- | ---------------------------------- | ---------------------------------- | ---------------------------------- | ---------------------------------- | ---------------------------------- | ---------------------------------- | ---------------------------------- | ---------------------------------- | ---------------------------------- | ---------------------------------- | ---------------------------------- |
| متوسط درجة الحرارة الكبرى °م (°ف)  | 31 (88)                            | 32 (90)                            | 32 (90)                            | 32 (90)                            | 31 (88)                            | 31 (88)                            | 31 (88)                            | 30 (86)                            | 31 (88)                            | 31 (88)                            | 31 (88)                            | 30 (86)                            | 32.8 (91.0)                        |
| متوسط درجة الحرارة الصغرى °م (°ف)  | 22 (72)                            | 22 (72)                            | 23 (73)                            | 23 (73)                            | 23 (73)                            | 23 (73)                            | 22 (72)                            | 22 (72)                            | 22 (72)                            | 22 (72)                            | 22 (72)                            | 22 (72)                            | 23.8 (74.8)                        |
| معدل هطول الأمطار مم (إنش)         | 189.8 (7.47)                       | 210.1 (8.27)                       | 273.5 (10.77)                      | 298.9 (11.77)                      | 243.1 (9.57)                       | 128.7 (5.07)                       | 141.1 (5.56)                       | 168.9 (6.65)                       | 198.1 (7.80)                       | 280.1 (11.03)                      | 330.3 (13.00)                      | 261.2 (10.28)                      | 2٬723٫8 (107.24)                   |
| متوسط الأيام الممطرة (≥ 1.0 mm)    | 11                                 | 12                                 | 16                                 | 16                                 | 14                                 | 9                                  | 10                                 | 11                                 | 13                                 | 17                                 | 18                                 | 15                                 | 162                                |
| المصدر: Climate Data               |                                    |                                    |                                    |                                    |                                    |                                    |                                    |                                    |                                    |                                    |                                    |                                    |                                    |